# ブローニングM1919重機関銃に関連する作品の一覧
ブローニングM1919重機関銃に関連する作品の一覧（ブローニングM1919じゅうきかんじゅうにかんれんするさくひんのいちらん）は、アメリカ合衆国のジョン・ブローニングが開発した重機関銃、ブローニングM1919重機関銃に関連する作品の一覧である。

## 映画

### 日本映画
『ゴジラ』（1954年）
品川沖に出現したゴジラを2丁のA4が迎え撃つが、全く効果が無かった。映像中で最初にゴジラを攻撃した陸上兵器である。
撮影には実物が用いられており、クレジットされていないが自衛隊が協力したものとみられる。この時のライブフィルムが『大怪獣バラン』（1958年）で流用された。
『空の大怪獣ラドン』（1956年）
メガヌロンの攻撃にA6が用いられる。
『地球防衛軍』（1957年）
前半に出現したモゲラの迎撃に出動した防衛隊がA6を使用。
『キングコングの逆襲』（1967年）
終盤、ドクター・フーの手下が輸送船を襲撃してきたキングコングに対して使用するが、全く効果が無かった。
『戦国自衛隊』（1979年）
戦国時代にタイムスリップした自衛隊の61式戦車の同軸機銃として登場。近づいてくる戦国武者たちを掃射する。

### アメリカ映画
『サハラ戦車隊』（1943年）
M3中戦車の車載機銃として複数登場。
車長用の機関銃塔による対空射撃シーンがある。
『二世部隊』（1951年）
第442連隊戦闘団の装備として登場。テキサス大隊救出作戦でA4およびA6が登場。
『宇宙戦争』（1953年）
火星から送り込まれたマーシャーン・ウォー・マシーンと対峙したアメリカ軍歩兵がA4を使用するが、効果が無かった。
『博士の異常な愛情』（1964年）
戦略爆撃機基地を防衛する兵士が使用するほか、リッパー将軍がゴルフバッグに隠し持っていたものを手持ちで使用。銃身を素手で持って乱射するという力技を発揮する。(本来は連射すると銃身が加熱するので非常に危険)
『バルジ大作戦』（1965年）
砲塔が吹き飛ばされたM24軽戦車の唯一残った武装として同軸機銃だった（既に車体にマウントされていない）A5が登場。燃料補給所では転がしたドラム缶に火を付けるため発砲し、炎上するドイツ戦車から脱出する敵兵を射殺している。
『スーパー・マグナム』（1985年）
主人公の友人ベネットが戦争から持ち帰り、隠し持っていた武器として登場。アパートから街のギャングに向け発砲する。
『ネイビー・シールズ』（1990年）
レバノン武装勢力のトラックに2丁搭載されている。終盤、主人公らが使用したスティンガーミサイルでトラックごと吹き飛ぶ。
『裸の銃を持つ男PART2 1/2』（1991年）
『プライベート・ライアン』（1998年）
終盤の橋を巡る戦闘でアメリカ軍がナチス武装親衛隊を攻撃する際にA4を使用。
『ワンス・アンド・フォーエバー』（2002年）
プロローグに登場するインドシナ戦争当時のフランス軍部隊が使用。
『ターミネーター3』（2003年）
サラ・コナーが残した棺桶の中に収納されていた武器の1つとして、スリングとドラムマガジンを装備したA4が登場する。T-850が墓地の戦闘で肩からスリングで下げた本銃でSWAT隊員に向け射撃する。この射撃によってパトカー数台が破壊され、内1台がガソリンに引火して爆発するが、SWATの死傷者はゼロ。
『硫黄島からの手紙』（2006年）
日本軍の夜間の陣地移動中にアメリカ兵がA4を使用する。
『父親たちの星条旗』（2006年）
輸送船に搭載されている。
『エクスペンダブルズ』（2010年）
ヴィレーナ軍兵士がA4を使用。
『フューリー』（2014年）
主人公らが乗るM4A3E8 シャーマン、通称「フューリー」にA4が3丁搭載されている。終盤の武装親衛隊大隊との戦闘では、履帯を破壊され、移動ができないフューリーの主力火器として猛威を振るう。しかし、同軸に搭載していた1丁にひびが入って射撃が不可能になり、車長ハッチ前方に搭載していたものと交換するが、続々と襲い掛かってくる武装親衛隊に対しては弾が足りず、前方に搭載していたものと同時に弾が切れてしまう。

## テレビドラマ
『コンバット!』（1962年 - 1967年）
サンダース小隊の分隊支援火器や車載機銃としてA4がしばしば登場するが、敵の砲撃で損傷するなどの途中退場が多く、最後まで分隊装備に残るのは稀。
『ラットパトロール』（1966年 - 1968年）
オープニングに登場。主力火器としてトロイ軍曹らがA4をウィリス・ジープに搭載しているが、カットによってはM2重機関銃になっている場合もある。
『バンド・オブ・ブラザーズ』（2001年）
第101空挺師団の隊員が使用。
『CSI:科学捜査班』（2010年）
第10シーズン 「ベガスに死す」にて、射撃会の会場で登場。
『ザ・パシフィック』（2010年）
第1海兵師団と硫黄島の戦いに参戦したアメリカ海兵隊員が使用。

## アニメ・漫画
『ガールズ&パンツァー』
劇中に登場する架空の学校『サンダース大学附属高校』所属のM4中戦車の車載機銃として複数登場。最終話でM3中戦車に乗る大野あやが、超重戦車マウスへ向けて主砲同軸機銃の発砲を行う。
『ストライクウィッチーズ』
ロマーニャ空軍少尉、フランチェスカ・ルッキーニがA6を使用。本来なら自国から持ってきた銃を使用する予定だったが、紛失したためにシャーリーから貸してもらっている。
『戦国自衛隊』
タイムスリップした自衛隊の主力火器の1つ。A6が携行火器として用いられているほか、改造してV-107や19号型哨戒艇の旋回機銃として運用する。
『放課後アサルト×ガールズ』
第7話のカランタン攻略戦から、トライポッド付きのA3またはA4が支援火器として登場する。

## ゲーム
『War Thunder』
アメリカとイギリス製の戦車や装甲車・航空機の同軸、対空機銃・航空機関銃として多くの車両・機体に搭載されている。
『コール オブ デューティシリーズ』
『CoD:UO』
アメリカ軍のマシンガンとしてA6が登場する。
『CoD:FH』
アメリカ軍のマシンガンとしてA6が登場する。
『CoD2』
『CoD:UO』や『CoD:FH』と違い、固定機銃としてのみ登場する。
『CoD2:BRO』
アメリカ軍のマシンガンとしてA6が登場する。
『CoD3』
アメリカ軍とポーランド軍第1機甲師団のマシンガンとしてA6が登場する。
『CoD:WaW』
アメリカ軍のマシンガンとしてA6が登場する。また、何故かT-34-85に車載機銃として搭載されている。
『トータル・タンク・シミュレーター』
アメリカと一部のイギリスの戦車や装甲車・航空機の機関銃として登場。
『バトルフィールドシリーズ』
『BF1942』
B-17 フライングフォートレスの防御機銃として、2連装のものが登場する。
『BF1943』
日本海軍・アメリカ海兵隊双方の輸送車両や戦車、上陸用舟艇に防盾付きのものが搭載されている。
『BFBC2』
何故か日本軍の九五式小型乗用車および九七式中戦車の車載機銃として搭載されている。
『BFV』
A4がアメリカ軍のビークルに搭載されている。また、A6が援護兵の武器として使用可能。